# Nouveau partenariat de l’Ouest
New West Partnership ou Nouveau partenariat de l’Ouest désigne un ensemble de trois d'accord signé le 30 avril 2010, entre les provinces de la Colombie-Britannique, de la Saskatchewan et l'Alberta. Il fait suite à un accord de moindre envergure nommé Trade, Investment and Labour Mobility Agreement entre le la Colombie-Britannique et l'Alberta, signé en avril 2006. L'accord vise notamment à réduire les barrières aux commerces et à augmenter la mobilité des travailleurs entre ces trois provinces,.